# Grito de Alcorta
Se conoce como Grito de Alcorta a la rebelión agraria de pequeños y medianos arrendatarios rurales, que en 1912, durante la presidencia de Roque Sáenz Peña, sacudió el sur de la provincia de Santa Fe, Argentina y se extendió por toda la región pampeana, con centro en la ciudad de Alcorta, y que marcó la irrupción de los chacareros (mayoritariamente procedentes de inmigrantes europeos, especialmente italianos y españoles) en la política nacional del siglo XX, dando origen además a su organización gremial representativa, la Federación Agraria Argentina.

## Contexto histórico y social
Con el desarrollo del ferrocarril a través de la Generación del '80, se empezó a sembrar trigo, el excedente del cual era exportado a Europa. Para poblar el territorio argentino se implementó una política activa de inmigración, trayendo muchos inmigrantes que huían de la pobreza europea para poblar las Pampas. La cultura trabajadora del inmigrante europeo hizo que la tierra produjera mucho más, convirtiendo a la Argentina en el «granero del mundo». Al seguir la propiedad de la tierra en manos de pocos, se profundizó la brecha económica entre los terratenientes, similar a la de las clases altas europeas, y los inmigrantes que trabajaban las tierras.
La estructura social del campo en el momento en que se desata la rebelión, estaba integrada por terratenientes, arrendatarios y subarrendatarios. Estos últimos se encontraban sometidos a los terratenientes a través de contratos que establecían, entre otras cosas, rentas impagables y la obligación de comprar herramientas e insumos a quien el terrateniente mandare, e imponían al colono las responsabilidades de una mala cosecha. Se llegó a un punto en que, por más que el colono trabajara de sol a sol y por buena que fuera la cosecha, al final de esta no le quedaba ni lo más elemental para subsistir. El estudio de Juan Bialet Massé sobre La condición de las clases trabajadoras (de 1901), es una radiografía clara del tratamiento infrahumano que recibían los colonos.
El proceso que desembocó en el Grito de Alcorta fue muy complejo, la mayoría de los arrendatarios y medieros eran extranjeros (en algunas zonas llegaban al 80 %), y en el campo primaba el individualismo y la desconfianza, lo que dificultaba la organización gremial. A su vez la Ley de Residencia, que permitía la deportación de extranjeros, causaba mucho temor. A pesar de esto, a principios de 1912 los chacareros organizaron sus primeras reuniones, ayudados por los sindicatos de estibadores y oficios varios, los Centros de Estudios Sociales dirigidos por los anarquistas y los braceros («linyeras»), que tenían una gran tradición de lucha.
El detonante del Grito de Alcorta fue la formidable cosecha de 1912, al comprobar los chacareros que luego de pagar las deudas nada quedaba para ellos.
En 1912, los chacareros arrendatarios de la pampa húmeda en tanto víctimas de expoliaciones por parte de los terratenientes y movidos por la prédica anarquista y socialista iniciaron una serie de manifestaciones y huelgas en el sur santafesino, en el noroeste bonaerense, en el sur este de Córdoba y en la provincia de La Pampa. En todos los casos se trató de protestas por las malas condiciones de contratación que los vinculaban a los terratenientes.

## El Grito

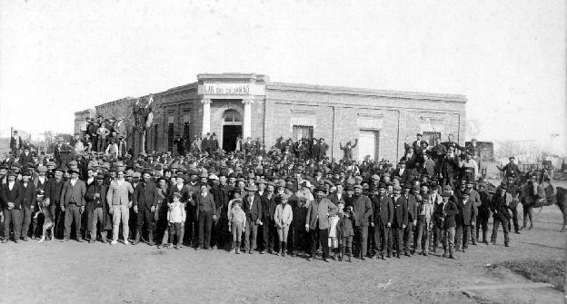
Reunión de chacareros en la Ciudad de Alcorta.

El 25 de junio de 1912 se realizó una asamblea en la Sociedad Italiana de Socorro Mutuo e Instrucción en la ciudad de Alcorta de la Provincia de Santa Fe, de la que participaron alrededor de 2000 chacareros. Entre manifestaciones se declaró la huelga por tiempo indeterminado para reclamar entre otras cosas:
1. Rebaja general de los arrendamientos y aparcerías.[7]
2. Entregar en las aparcerías el producto en parva o troje, como saliera.[6]
3. Contratos por un plazo mínimo de 4 años.[7]
4. Libertad de contratación.[6]

La convocatoria había surgido de los campesinos de Alcorta, encabezados por Francisco Bulzani, quienes contaban con el aval de los párrocos de esa localidad y de la localidad vecina de Máximo Paz, los hermanos José (cura párroco de Alcorta entre 1908 y 1920) y Pascual Netri (cura párroco de Máximo Paz) y de los comerciantes de la zona. El abogado Francisco Netri, hermano menor de los párrocos y uno de los protagonistas, tuvo un papel destacado en la asamblea y fue quien enfatizó que los chacareros debían «constituir su organización gremial autónoma».
A medida que se avanzó en la huelga, se fue avanzando también en su organización y tomó fuerza la idea de constituir una organización central de chacareros. El 15 de agosto de 1912, en la Sociedad Italiana de Rosario, se fundó la primera entidad gremial del campo Federación Agraria Argentina. Siendo su primer presidente Francisco Noguera y con asesoría de Francisco Netri que luego asumiría la presidencia de la Federación. Netri fue perseguido, en junio de 1913 fue detenido y enjuiciado pero luego fue absuelto. El 5 de octubre de 1916 fue asesinado por Carlos Ocampo.
Los terratenientes acusaron a los huelguistas de agitadores y respondieron violentamente, en la localidad de Firmat fueron asesinados los dirigentes agrarios anarquistas Francisco Mena y Eduardo Barros. A pesar de esto, los huelguistas lograron cada vez más adhesiones. Al apoyo inicial de los anarquistas y socialistas, de los curas y los pequeños comerciantes, se sumaron los profesionales y sectores populares.

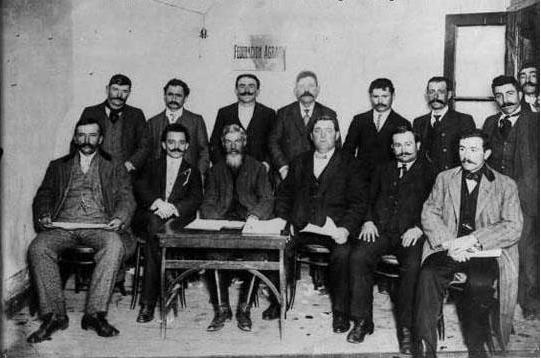
Primer Comité Central de la Federación Agraria Argentina, 1912.

El gobernador de Santa Fe ordenó una comisión para elaborar un informe, el cual determinó que el reclamo de los arrendatarios eran justo, aconsejó redactar contratos por escrito aclarando que los gastos de embolsado y acarreo debía correr por cuenta de los propietarios y liberar a los arrendatarios del pago de garantías de calidad de los cultivos. Ante la posibilidad de tener grandes pérdidas económicas, los terratenientes fueron cediendo lentamente y hacia mediados de 1913 la inmensa mayoría de los arrendatarios había logrado una importante rebaja de los arrendamientos. Pero la oligarquía logró mantener cláusulas leoninas en los contratos, que imponían restricciones a la libertad de comprar y vender.
El Grito de Alcorta, si bien no modificó sustancialmente la estructura agraria, favoreció el surgimiento de organizaciones campesinas en otros lugares del país, como la Liga Agraria de Bahía Blanca y la Liga Agraria de La Pampa, las que participaron junto a las fuerzas armadas de un congreso nacional campesino donde, además de los reclamos puntuales a los terratenientes y comerciantes, se reivindicaron los postulados de la Revolución mexicana encabezada por Emiliano Zapata. Por primera vez en la Argentina se enarboló el principio de que «la tierra para quien la trabaja».
El movimiento en sí mismo ha tenido éxito pero sus alcances son limitados al no cuestionar la estructura básica de la tenencia de la tierra, la comercialización y el crédito.
La cuestión agraria se incorporó a partir de entonces a la agenda política y en 1921 se aprobó la primera ley de arrendamientos rurales, la N.º 11.170, que regula condiciones mínimas a las que deben ajustarse los contratos.

## Grito de Alcorta en Córdoba
Esta repercusión - también sentida en Entre Ríos, La Pampa y Buenos Aires- obedecía  a la similitud de la estructura agraria de toda la zona afectada por el movimiento y, en consecuencia al paralelismo que existía entre los problemas que aquejaban a los agricultores de una y otra provincia.
Córdoba era, en efecto, una provincia tan castigada como Santa Fe, por un régimen de tenencia de la tierra que había bloqueado el paso a la expansión de la pequeña y mediana propiedad agraria.
La gran masa de arrendatarios del cordobés, sometidos económicamente a los terratenientes y a los comerciantes de ramos generales de la campaña y vejados políticamente por los jueces de paz y las autoridades policiales enfeudades a aquellos, se encontraba a principios de siglo en una situación que empeoraba sin cesar. Contratos de localización por un año o dos, que mataban en el chacarero todo deseo de invertir en graneros, frutales o vivienda, imposibles de amortizar en tan corto lapso; obligación de pagar el arrendamiento en un porcentaje cada vez más elevado del cereal "limpio, seco, sano, embolsado, elegido por el propietario y puesto en la estación"; prohibición de mantener cualquier tipo de economía de granja; imposición de trillar con la máquina del terrateniente o de venderle solo a él la cosecha; viviendas que más parecían taperas; autoexplotación de toda la familia chacarera para obviar los altos jornales; analfabetismo y mortalidad infantil, eran algunos de los aspectos de la vida del colono de la "pampa gringa" cordobesa.

## Causas
En la base de este fenómeno regresivo, como ha explicado Horacio Giberti, está "la completa ocupación de la superficie apta correspondiente al área de los cereales", ocupación culminada prácticamente hacia 1908.
El monopolio de la tierra en manos de los propietarios - ya fueran grandes terratenientes o modestos chacareros o rentistas - quedó contemplado en todo el país. No existían tierras libres que no fueran las muy marginales. En consecuencia, la demanda de campos para cultivos de cereales, se tradujo en una puja que hizo elevar naturalmente los arrendamientos. El monopolio de la tierra así lo determinaba.
"El Grito de Alcorta" se trataba del aumento del precio de las carnes y de la pérdida de gran parte de las cosechas.
En los años anteriores cuando la cotización de la producción ganadera estaba en baja, los terratenientes se deshacían de su ganado y ofrecía sus tierras a los colonos para que sembraran cereales; la tendencia de los propietarios se invertía, la primera guerra de carnes entre los frigoríficos ingleses y norteamericanos, elevando los beneficios derivados de la ganadería, originó en los terratenientes dos actitudes, tan nefastas una como otra para los colonos arrendatarios: echarlos a los callejones y reemplazarlos por ganado vacuno, o acentuar la expoliación hasta extraerles beneficios por lo menos iguales a los que esperaban de una eventual actividad ganadera, siempre en alza.
Los inquilinos  de los campos se hacían cargo de sembrar por su cuenta y riesgo, alquilarían a los propietarios los elementos de labranza y las trilladoras, les entregarían los cereales limpios y embolsados –en bolsas que sólo podían comprarles a los dueños del campo, para luego ser trasladados al puerto y quedaría para los dueños entre el 40 % y el 50% de la producción. Los arrendatarios, comenzaron a ser llamados “chacareros”, no podían sembrar otro cultivo que los pactados con los dueños y no podían criar ganado, ni caballar, ni vacuno, en caso contrario pagaban una “multa”. La mayoría de los chacareros se veía obligada a comprar  productos básicos en los almacenes de sus patrones a precios superiores del mercado, lo que los llevaba a vivir endeudados de una cosecha a la otra.
Los chacareros que se vieron en los caminos con sus hijos y sus rústicos muebles a cuestas, pues ni aún los que permanecían en los campos podían pagar los alquileres. No solo por lo exorbitantes que eran (en Santa Fe, hasta "50 pesos la cuadra o el 48% del producto trillado y embolsado" recuerda Plácido Grela, sino porque en 1911 se perdió casi toda la cosecha de maíz y gran parte de las de trigo y lino.
La situación se agravó más con una repentina e imprevista baja de las cotizaciones del maíz provocada artificialmente mediante maniobras tramadas por los cerealistas.
"El Grito de Alcorta" derivaba su nombre de la localidad santafecina en donde se la declaró el 25 de junio de 1912, bajo la inspiración del abogado ítalo-rosarino Francisco Netri. La huelga que no pretendía más que una rebaja, en los precios de los alquileres, una liberación de las condiciones contractuales y un plazo mínimo de arrendamiento de cuatro años, se extendió rápidamente por toda la provincia de Santa Fe y las vecinas regiones maiceras de Entre Ríos. Buenos Aires, y Córdoba.
Comprometió a más de 100.000 colonos y dejó paralizados a más de medio millón de arados.

## Noticia de la huelga
En los meses de julio y agosto el movimiento agrario alcanzó las colonias de nuestra provincia aunque en la ciudad Capital no llamó mucho la atención. "La Voz del Interior", veinte días después de la reunión de Alcorta, bajo el título de "El movimiento agrario" apenas dedicaba cuatro líneas de su página nueve a informar sobre los acontecimientos en Santa Fe, pero nada sobre Córdoba.